# ليلة ماتت شيكاغو
ليلة ماتت شيكاغو هي أغنية لفرقة بريطانية، كتبها ميتش موراي وبيتر كلاندير، وهي تروي قصة خيالية تصف معركة بين عصابة الكابوني وشيكاغو. وقد حققت الأغنية نجاحاً في كل من بريطانيا والولايات المتحدة الأمريكية، وبيعت مليون نسخة منها على الأقل، وقد حازت في الولايات المتحدة الأمريكية على جائزة البلاتين.